# Ни слова о футболе
«Ни слова о футболе» — советский художественный фильм режиссёра Исаака Магитона, снятый в 1974 году.
В съёмках фильма принимали участие юные футболисты школ подготовки при московских командах мастеров «Торпедо», «Локомотив», «Спартак», футбольной команды «Юность» и детской спортивной школы города Гомеля.

## Сюжет
Четырнадцатилетний Славик, талантливый футболист, гроза и гордость школьной команды, чтобы играть в городской детской сборной и быть её капитаном, идёт на маленькую хитрость и выдаёт себя за тринадцатилетнего. После победного матча младшей сестре Славика становится стыдно за брата — и она отправляет кубок проигравшей команде. 

## В ролях
- Ира Волкова — Надя Короткова
- Виктор Харитонов — Славик Коротков
- Миша Турченков — Бузулуков
- Таня Городничева — Томка
- Евгения Уралова — мать Нади и Славика
- Александр Демьяненко — папа Нади и Славика
- Борис Кудрявцев — дедушка
- Владимир Грамматиков — Ким Петрович, тренер
- Инга Будкевич — мама Бузулукова
- Гертруда Двойникова — Галина Ивановна, учительница английского
- Николай Парфёнов — персонаж сновидения
- Николай Скоробогатов — милиционер
- Артём Карапетян — учитель географии
- Надежда Карпушина — учительница младших классов
- Татьяна Гаврилова — мама Коли
- Елизавета Кузюрина — директор школы
- Тамара Яренко — завуч
- Ия Маркс
- Аркадий Маркин — Коля
- Лидия Королёва
- Илья Баскин
- Александр Ширвиндт — закадровый текст от автора
- Фёдор Черенков — футболист, забивающий гол «ножницами»

## Съёмочная группа
- Автор сценария: Анатолий Гребнев
- Режиссёр-постановщик: Исаак Магитон
- Оператор-постановщик: Леонид Петров
- Композитор: Александр Зацепин